# IC 787
IC 787 ist eine Spiralgalaxie mit aktivem Galaxienkern vom Hubble-Typ Sa im Sternbild Coma Berenices am Nordsternhimmel. Sie ist schätzungsweise 412 Mio. Lichtjahre von der Milchstraße entfernt und hat einen Durchmesser von etwa 135.000 Lichtjahren. Die Galaxie ist unter der Katalognummer VCC 799 als Mitglied des Virgo-Galaxienhaufens gelistet.
Im selben Himmelsareal befinden sich u. a. die Galaxien  NGC 4383, NGC 4396, NGC 4405, IC 3313.
Das Objekt wurde am 7. April 1888 vom US-amerikanischen Astronomen Lewis Swift entdeckt.